# Klara Svensson

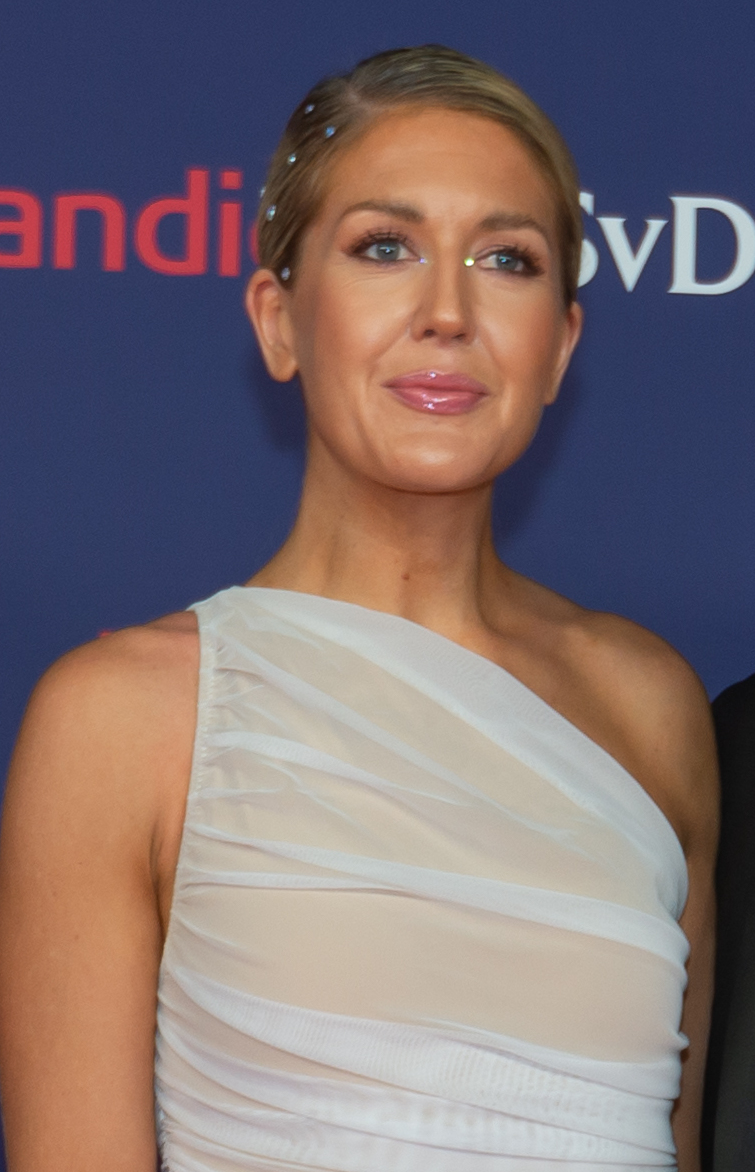
Klara Svensson, 2023

Klara Josefin Svensson (* 15. Oktober 1987) ist eine schwedische Boxerin. Sie gewann bei Welt- und Europameisterschaften der Amateurboxerinnen fünf Medaillen.

## Werdegang
Klara Svensson wohnt mit ihren Eltern und zwei Schwestern in Höllviken. Sie besuchte dort die Schule und begann als Kind mit dem Fußballspielen. Diesen Sport betrieb sie sieben Jahre lang. Mit 15 Jahren begann sie dann mit dem Boxen und wurde dazu Mitglied des Höllviken Boxing Clubs. Trainiert wird sie vom ersten Tag an von Christer Ekberg. Sie ist 1,75 Meter groß und boxt als Erwachsene im Halbweltergewicht (bis 63 kg bzw. 64 kg Körpergewicht). Zu Beginn ihrer Laufbahn startete sie aber zeitweise in den Gewichtsklassen bis 66 kg (Weltergewicht) bzw. bis 70 kg Körpergewicht (Halbmittelgewicht).
Im Jahre 2005 startete sie als Achtzehnjährige erstmals bei den schwedischen Meisterschaften. Im Halbweltergewicht siegte sie dabei im Finale nach hartem Kampf über Amine Sinabjan ganz knapp nach Punkten (+20:20). Bei den internationalen Meisterschaften dieses Jahres, der Europameisterschaft in Tønsberg/Norwegen und der Weltmeisterschaft in Podolsk/Russland wurde sie aber vom Schwedischen Amateur-Boxverband noch nicht eingesetzt.
2006 wurde Klara Svensson mit einem Punktsieg im Finale über Anna Ingman (13:12) schwedische Meisterin im Weltergewicht. Anschließend startete sie bei der Europameisterschaft in Warschau im Halbmittelgewicht und hatte dort insofern Glück, dass sie aufgrund einer geringen Teilnehmerzahl gleich im Halbfinale stand, in dem sie allerdings gegen die erfahrene Olga Slawinskaja aus Russland eine Abbruch-Niederlage i.d. 2. Runde hinnehmen musste. Sie gewann aber trotzdem eine EM-Bronzemedaille. Erfolgreicher war sie dann bei der Weltmeisterschaft 2006 in New Delhi, bei der sie in das Halbweltergewicht abtrainiert hatte. Sie besiegte dort Perikan Vurkan aus der Türkei durch Abbruch i.d. 1. Runde sowie Kinga Siwa aus Polen (31:12) und Julia Nemzowa aus Russland (28:13) nach Punkten und stand damit im Finale der Inderin Jenny Lalremliani gegenüber. Gegen die vom fanatischen Publikum angetriebene Lalremliani kam sie nicht zurecht und wurde in der 2. Runde vom Kampfrichter aus dem Ring genommen. Sie wurde aber Vize-Weltmeisterin, ein ganz großer Erfolg für sie. Bei einer Länderkampfreise der schwedischen Frauen-Nationalstaffel im Boxen im Oktober 2006 nach Kanada bestritt Klara Svensson u. a. Kämpfe gegen die amtierende Weltmeisterin im Weltergewicht Mary Spencer und gegen die amtierende Weltmeisterin im Halbmittelgewicht Ariane Fortin. Sie verlor beide Kämpfe nach Punkten, zog sich aber jeweils achtbar aus der Affäre.
Zu Beginn des Jahres 2007 erlitt Klara Svensson eine schwere Ellbogenverletzung und musste sich deswegen operieren lassen. Sie konnte deshalb in diesem Jahr sechs Monate lang nicht trainieren und auch nicht an den schwedischen Meisterschaften teilnehmen, wurde aber bis zum Beginn der Europameisterschaft im September 2007 in Vejle/Dänemark wieder fit. In Vejle startete sie wieder im Halbweltergewicht und erreichte mit Punktsiegen über Kinga Siwa (10:7) und Danuse Dilhofova, Tschechien (8:4) und einem Abbruchsieg in der 3. Runde über Gülnar Goncek, Türkei, das Finale, in dem sie gegen die Französin Lucie Bertaud nach Punkten verlor (4:10).
Im Februar 2008 kämpfte Klara Svensson in Cork in einem Länderkampf gegen Irland gegen die Leichtgewichts-Weltmeisterin Katie Taylor und verlor diesen Kampf nach Punkten. Kurz darauf wurde sie zum dritten Mal schwedische Meisterin. Im Endkampf des Halbweltergewichts besiegte sie dabei Malin de Wall klar nach Punkten (32:4). 2008 fand die Weltmeisterschaft der Frauen in Ningbo/China statt. Klara Svensson startete dort im Halbweltergewicht und besiegte Timea Nagy (Boxerin) aus Ungarn (11:6) und Jana Sawjalowa aus der Ukraine (5:3) jeweils nach Punkten. Im Halbfinale verlor sie gegen Ljubow Lopatina aus Russland nach Punkten (5:8) und gewann damit eine WM-Bronzemedaille.
Nach einer Gewichtsklassenreform durch den Welt-Boxverband AIBA im Jahre 2009 startete sie bei der schwedischen Meisterschaft 2009 im Weltergewicht und gewann dort mit einem Punktsieg über Binti Toure (21:11) ihren vierten Meistertitel. Bei der Europameisterschaft dieses Jahres in Nikolajew/Ukraine hatte sie dann großes Pech, denn sie lief in einen Konter der Norwegerin Lotte Lien und musste in der 4. Runde eine K.-o.-Niederlage hinnehmen. Sie schied damit schon im Achtelfinale aus und erreichte nur den 9. Platz. Im Jahre 2010 zeigte sie sich von dieser Niederlage gut erholt und zeigte schon bei den Box-Turnieren in Heraklion/Griechenland und in Nikolajew, wo sie jeweils die Endkämpfe gegen Wera Slugina aus Russland (2:9) und Swetlana Tertschina aus der Ukraine (3:8) verlor, gute Kämpfe. Bei der Weltmeisterschaft 2010 in Bridgeport/Barbados war sie wieder im Halbweltergewicht am Start und kam zu Punktsiegen über Glauce Alves, Brasilien (11:8) und Margarita Tschenewa, Bulgarien (13:3). Im Halbfinale traf sie auf die Weltmeisterin Gülsüm Tatar aus der Türkei, der sie nach gutem Kampf nach Punkten(3:7) unterlag. Sie gewann damit eine WM-Bronzemedaille. Das war ihre fünfte Medaille bei einer internationalen Meisterschaft. Ein Sieg bei einer solchen Meisterschaft war ihr aber bisher nicht vergönnt.
Im Jahre 2012 finden bei den Olympischen Spielen in London erstmals Wettbewerbe im Frauen boxen, allerdings nur Fliegengewicht (bis 51 kg), Leichtgewicht (bis 60 kg) und im Mittelgewicht (bis 75 kg Körpergewicht) statt. Für Klara Svensson käme dort wohl nur ein Start im Leichtgewicht in Frage, wobei sie allerdings weitere 4 kg abtrainieren müsste, ob sie das schafft, wird die Zukunft zeigen.

## Internationale Erfolge
| Jahr | Platz | Wettkampf                                                      | Gewichtsklasse | Ergebnis |
| 2006 | 3.    | EM in Warschau                                                 | Halbmittel     | nach Abbruch-Niederlage i.d. 2. Runde gegen Olga Slawinskaja, Russland |
| 2006 | 3.    | Venus-Cup in Vejle/Dänemark                                    | Halbmittel     | nach Abbruchsieg i.d. 1. Runde über Line Thygesen, Dänemark u. Punktniederlage gegen Aswathy Mol Chenttital, Indien                                                                                                  |
| 2006 | 2.    | WM in New Delhi                                                | Halbwelter     | nach Abbruchsieg i.d. 1. Runde über Perikan Vurkan, Türkei, Punktsiegen über Kinga Siwa, Polen (31:12) und Julia Nemzowa, Russland (28:13) u. einer Abbruch-Niederlage i.d. 2. Runde gegen Jenny Lalremliani, Indien |
| 2007 | 2.    | Witch-Cup in Pécs/Ungarn                                       | Halbwelter     | nach Punktsieg über Timea Nagy, Ungarn u. Abbruchsieg in der 3. Runde über Andreja Bester, Slowenien und einer Punktniederlage gegen Danuse Dilhofova, Tschechien                                                    |
| 2007 | 2.    | EM in Vejle/Dänemark                                           | Halbwelter     | nach Punktsiegen über Kinga Siwa (10:7) u. Danuse Dilhofova (8:4), einem Abbruchsieg i.d. 3. Runde über Gülnar Goncek, Türkei u. einer Punktniederlage gegen Lucie Bertaud, Frankreich (4:10)                        |
| 2008 | 5.    | Ahmet-Comert-Turnier in Istanbul                               | Halbwelter     | nach Punktsieg über Saida Chasenowa, Kasachstan (15:8) und Punktniederlage gegen Katie Taylor, Irland (3:24) |
| 2008 | 5.    | Witch-Cup in Pécs                                              | Halbwelter     | nach Punktniederlage gegen Gülsüm Tatar, Türkei (3:13) |
| 2008 | 3.    | WM in Ningbo/China                                             | Halbwelter     | nach Punktsiegen über Timea Nagy (11:6) und Jana Sawjalowa, Ukraine (5:3) u. Punktniederlage gegen Ljubow Lopatina, Russland (5:8)                                                                                   |
| 2008 | 1.    | Intern. Turnier in Stockholm                                   | Halbwelter     | nach Punktsieg über Gry Espersen, Dänemark (5:0 Punktrichterstimmen) |
| 2009 | 9.    | EM in Nikolajew/Ukraine                                        | Welter         | nach KO-Niederlage i.d. 4. Runde im Achtelfinale gegen Lotte Lien, Norwegen |
| 2010 | 9.    | Turnier um den Pokal des türkischen Premierministers in Ankara | Halbwelter     | nach Punktniederlage im Achtelfinale gegen Swetlana Tertschina, Ukraine (4:6) |
| 2010 | 2.    | Minoan-Cup in Heraklion/Griechenland                           | Halbwelter     | nach Punktsiegen über Eteri Vahanidou, Griechenland (8:5) u. Olivia Luczak, Polen (4:2) u. Punktniederlage gegen Wera Slugina, Russland (2:9)                                                                        |
| 2010 | 2.    | Ladies-Nikolajew-City-Cup                                      | Halbwelter     | nach Punktsieg über Julia Tschiplakowa, Ukraine (6:1) u. Punktniederlage gegen Swetlana Tertschina (3:8) |
| 2010 | 3.    | WM in Bridgeport/Barbados                                      | Halbwelter     | nach Punktsiegen über Glauce Alves, Brasilien (11:8) u. Margarita Tschenewa, Bulgarien (13:3) u. Punktniederlage gegen Gülsüm Tatar (3:7)                                                                            |

## Länderkämpfe
| Jahr | Ort      | Begegnung              | Gewichtsklasse | Ergebnis                                                       |
| 2006 | Sudbury  | Kanada gegen Schweden  | Halbmittel     | Punktniederlage gegen Mary Spencer (10:33)                     |
| 2006 | Montreal | Kanada gegen Schweden  | Halbmittel     | Punktsieg über Gabrielle Deschenes (22:5)                      |
| 2006 | Montreal | Kanada gegen Schweden  | Halbmittel     | Punktniederlage gegen Ariane Fortin (8:39)                     |
| 2007 | Perugia  | Italien gegen Schweden | Welter         | Punktniederlage gegen Azzurra Rosati (1:2 Punktrichterstimmen) |
| 2008 | Cork     | Irland gegen Schweden  | Halbwelter     | Punktniederlage gegen Katie Taylor (7:27)                      |

## Schwedische Meisterschaften
| Jahr | Platz | Gewichtsklasse | Ergebnis                                         |
| 2005 | 1.    | Halbwelter     | Punktsieg im Finale über Amine Sinabjan (+20:20) |
| 2006 | 1.    | Welter         | Punktsieg im Finale über Anna Ingman (13:12)     |
| 2008 | 1.    | Halbwelter     | Punktsieg im Finale über Malin de Wall (32:4)    |
| 2009 | 1.    | Welter         | Punktsieg im Finale über Binti Toure (21:11)     |
| 2010 | 1.    | Halbwelter     | Punktsieg im Finale über Jennie Karlsson (20:5)  |

## Erläuterungen
- WM = Weltmeisterschaft, EM = Europameisterschaft
- KG = Körpergewicht
- Halbweltergewicht, bis 2008 bis 63 kg, seit 2009 bis 64 kg, Weltergewicht, bis 2008 bis 66 kg, seit 2009 bis 69 kg, Halbmittelgewicht, bis 2008 bis 70 kg Körpergewicht, seit 2009 abgeschafft